# Mieczysław Sokół-Szahin

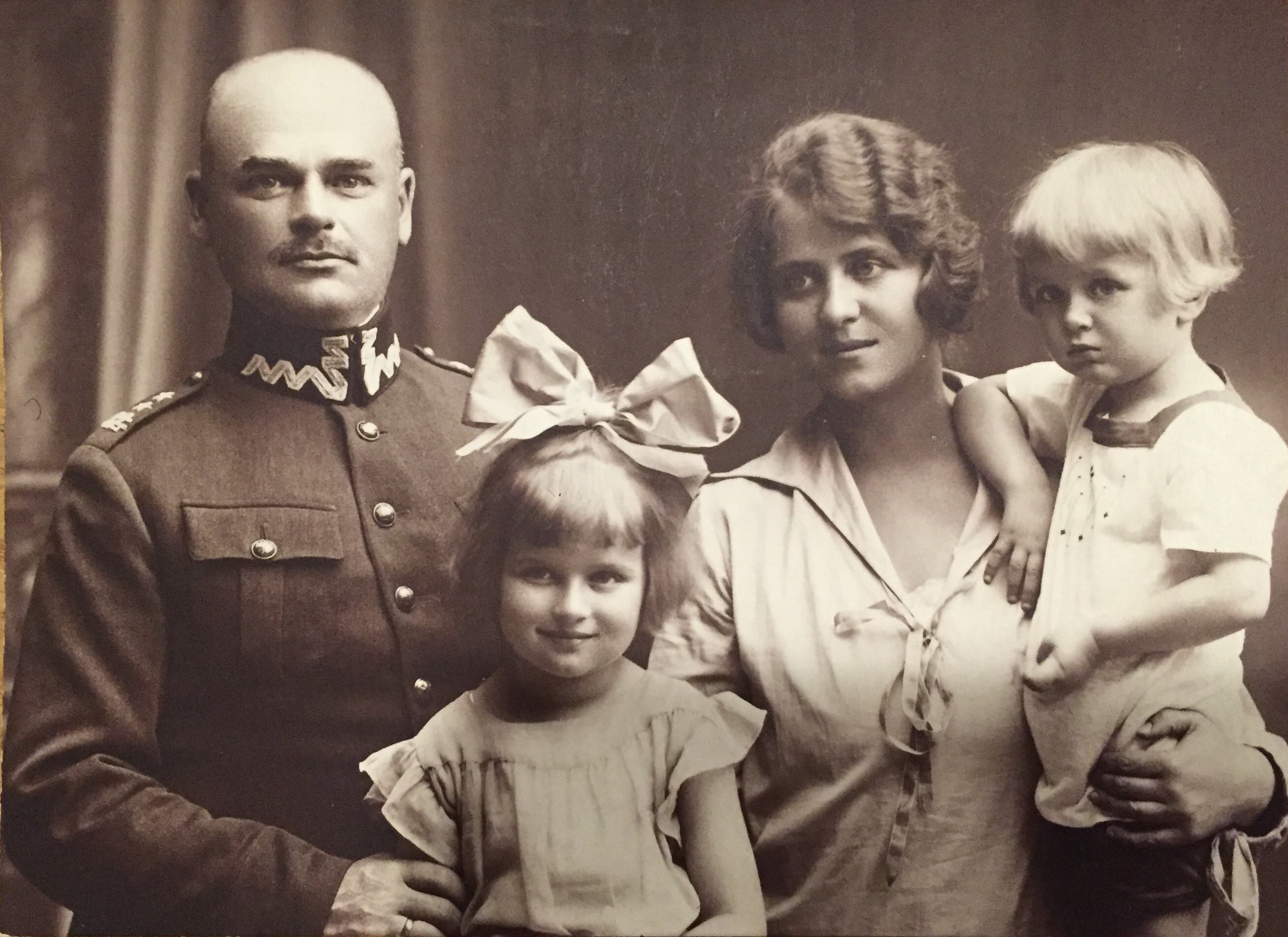
Mieczysław Sokół-Szahin z żoną Teodozją, 6-letnią córką Janiną i rocznym synem Stanisławem, Baranowicze 1927.

Mieczysław Sokół-Szahin (ur. 6 września?/18 września 1889 w Żytomierzu, zm. wiosną 1940 w Charkowie) – pułkownik piechoty Wojska Polskiego, ofiara zbrodni katyńskiej.

## Życiorys
Syn Jana i Henryki z Lewickich. Podczas I wojny światowej służył w armii rosyjskiej. W Wojsku Polskim od 1919. Uczestnik wojny z bolszewikami. 1 marca 1920 został „odkomenderowany” z batalionu zapasowego 21 pułku piechoty do Dowództwa Frontu Litewsko-Białoruskiego. W okresie od 10 marca do 6 kwietnia 1920 roku dowodził 21 pułkiem piechoty „Dzieci Warszawy”. Następnie pełnił służbę na stanowisku oficera do zleceń dowódcy 1 Armii, a później dowódcy III baonu 28 pułku Strzelców Kaniowskich.
3 maja 1922 roku został zweryfikowany w stopniu podpułkownika ze starszeństwem z dniem 1 czerwca 1919 roku i 236. lokatą w korpusie oficerów piechoty. W lipcu 1922 został zatwierdzony na stanowisku zastępcy dowódcy 22 pułku piechoty w Siedlcach. Od 1927 roku był dowódcą 78 pułku piechoty w Baranowiczach. 1 stycznia 1929 roku został awansowany na pułkownika ze starszeństwem z dnem 1 stycznia 1929 roku i 2. lokatą w korpusie oficerów piechoty. W sierpniu 1935 został przeniesiony do Komendy Miasta Przemyśl na stanowisko komendanta.
W okresie II RP był osadnikiem wojskowym w powiecie słonimskim.
W czasie kampanii wrześniowej 1939 roku pozostał na stanowisku komendanta miasta i wziął udział w obronie Przemyśla.

Po agresji ZSRR na Polskę 1939 w nieznanych okolicznościach dostał się do niewoli sowieckiej. Przebywał w obozie jenieckim w Starobielsku. Wiosną 1940 został zamordowany w Charkowie przez funkcjonariuszy NKWD i pogrzebany potajemnie w bezimiennej mogile zbiorowej w Piatichatkach, gdzie od 17 czerwca 2000 mieści się oficjalnie Cmentarz Ofiar Totalitaryzmu w Charkowie. Figuruje na Liście Starobielskiej NKWD pod poz. 3018.
Postanowieniem nr 112-48-07 Prezydenta Rzeczypospolitej Polskiej Lecha Kaczyńskiego z 5 października 2007 został awansowany pośmiertnie do stopnia generała brygady. Awans został ogłoszony 9 listopada 2007 w Warszawie, w trakcie uroczystości „Katyń Pamiętamy – Uczcijmy Pamięć Bohaterów”.

## Ordery i odznaczenia
- Złoty Krzyż Zasługi (10 listopada 1928)[18]
- Medal Pamiątkowy za Wojnę 1918–1921[12]
- Medal Dziesięciolecia Odzyskanej Niepodległości[12]
- Odznaka oficerska 28 Pułku Strzelców Kaniowskich
- Odznaka 22 Pułku Piechoty
- Odznaka 78 Pułku Strzelców Słuckich
- Odznaka 21 Pułku Piechoty „Dzieci Warszawy”